# Jiří Hrdlička (1922)
Jiří Hrdlička (24. prosince 1922 – 24. října 1942 koncentrační tábor Mauthausen) byl plzeňský podporovatel parašutistů z výsadků Anthropoid, Out Distance a Silver A popravený nacisty.

## Život
Jiří Hrdlička se narodil 24. prosince 1922 ve Vodňanech do rodiny Antonína Hrdličky a Aloisie Hrdličkové, rozené Krejčí nebo Krejčové. Jeho matka pocházela z Milevska v okrese Písek a byla vyučenou švadlenou. Otec mu zemřel začátkem 40. let. Za okupace bydlel Jiří se svou matkou v bytě ve čtvrtém poschodí na Klatovské třídě 1600/78 v Plzni. Vystudoval Masarykovo české státní reálné gymnázium v Plzni.

### Přicházejí parašutisté
Jiřího matka Antonie Hrdličková se znala s Karolínou Královou a jejím manželem Ing. Františkem Králem, kteří před válkou do roku 1939 bydleli ve stejném domě a poschodí na Klatovské třídě. Poté se přestěhovali do Prahy a v odboji fungovali jako kurýři mezi Prahou a Plzní. Karolína Králová byla sestra Marie Moravcové, významné pražské spolupracovnice parašutistů. V rámci příprav operace Canonbury poskytla Karolína Králová kontakt na Aloisii Hrdličkovou.
Od 17. dubna 1942, kdy Jozef Gabčík a Jan Kubiš s dalšími parašutisty přijeli kvůli akci Canonbury do Plzně, bydleli až do 26. dubna 1942 v bytě u Hrdličkových. V té době Jiří pobýval u sousedů Smolových, kteří bydleli ve stejném domě. Matka se ho tak rozhodla chránit, aby se s výsadkáři nepotkal a nebyl vystaven nebezpečí. O pobytu parašutistů ale Jiří Hrdlička zjevně věděl.
Po neúspěchu operace se parašutisté vrátili do Prahy, kde 27. května 1942 Jozef Gabčík s Janem Kubišem provedli útok na Reinharda Heydricha.

## Zatčení, smrt
Po zradě Karla Čurdy, který se sám přihlásil na gestapu 16. června 1942, se rozpoutala vlna zatýkání a výslechů. Jiří Hrdlička byl zatčen se svou matkou již 17. června 1942. Z policejní vazby v Praze byli posláni do Malé pevnosti Terezín a v nepřítomnosti dne 29. září 1942 odsouzeni stanným soudem k trestu smrti. Dne 22. října 1942 je čekal transport do koncentračního tábora Mauthausen, kde byla Aloisie popravena zastřelením 24. října 1942 v 10.14 hod. a Jiří v 16.00 hod.
Podle výpovědi souseda Hrdličkových, pana Richarda Smoly (nar. 3. června 1930 Plzeň), bydlel poté v bytě po Hrdličkových na Klatovské třídě Rudolf Glasl (nar. 7. června 1903), příslušník gestapa v Plzni.

## Připomínka
- Jeho jméno (Hrdlička Jiří *24. 12. 1922) a jméno jeho matky (Hrdličková Aloisie roz. Krejová *18. 2. 1891)[pozn. 1] je uvedeno na pomníku při pravoslavném chrámu svatého Cyrila a Metoděje (adresa: Praha 2, Resslova 9a). Pomník byl odhalen 26. ledna 2011 a je součástí Národního památníku obětí heydrichiády.[15][16]
- Jeho jméno a jméno jeho matky je uvedeno na pamětní desce v Plzni, Klatovská třída 1600/78. Na desce je nápis: "V tomto domě žili obětaví členové odboje / Aloisie HRDLIČKOVÁ / Jiří HRDLIČKA / Karolína KRÁLOVÁ / Ing. František KRÁL / Poskytli pomoc výsadkům ANTHROPOID, SILVER A a OUT DISTANCE".[17]
- Jiří Hrdlička a Aloisie Hrdličková jsou uvedeni na seznamu jmen na pomníku obětem 1. a 2. světové války ve Vodňanech, v Zeyerových sadech, na postranní desce vlevo s nápisem OBĚTI NACISMU ZA II. SVĚTOVÉ VÁLKY 1939-1945.[18]
- Jeho jméno je uvedeno na pamětní desce absolventů Masarykova českého státního reálného gymnázia v Plzni, v jehož budově dnes sídlí pedagogická fakulta ZČU. Na desce je nápis: "ZA OSVOBOZENÍ NÁRODA OBĚTOVALI ŽIVOT TITO BÝVALÍ ŽÁCI NAŠEHO ÚSTAVU: (následuje výčet jmen) JIŘÍ HRDLIČKA 1942 V MAUTHAUSENU / VĚČNÁ PAMĚŤ JIM I VŠEM, KTEŘÍ JSOU NEZVĚSTNÍ!"[19]

## Galerie

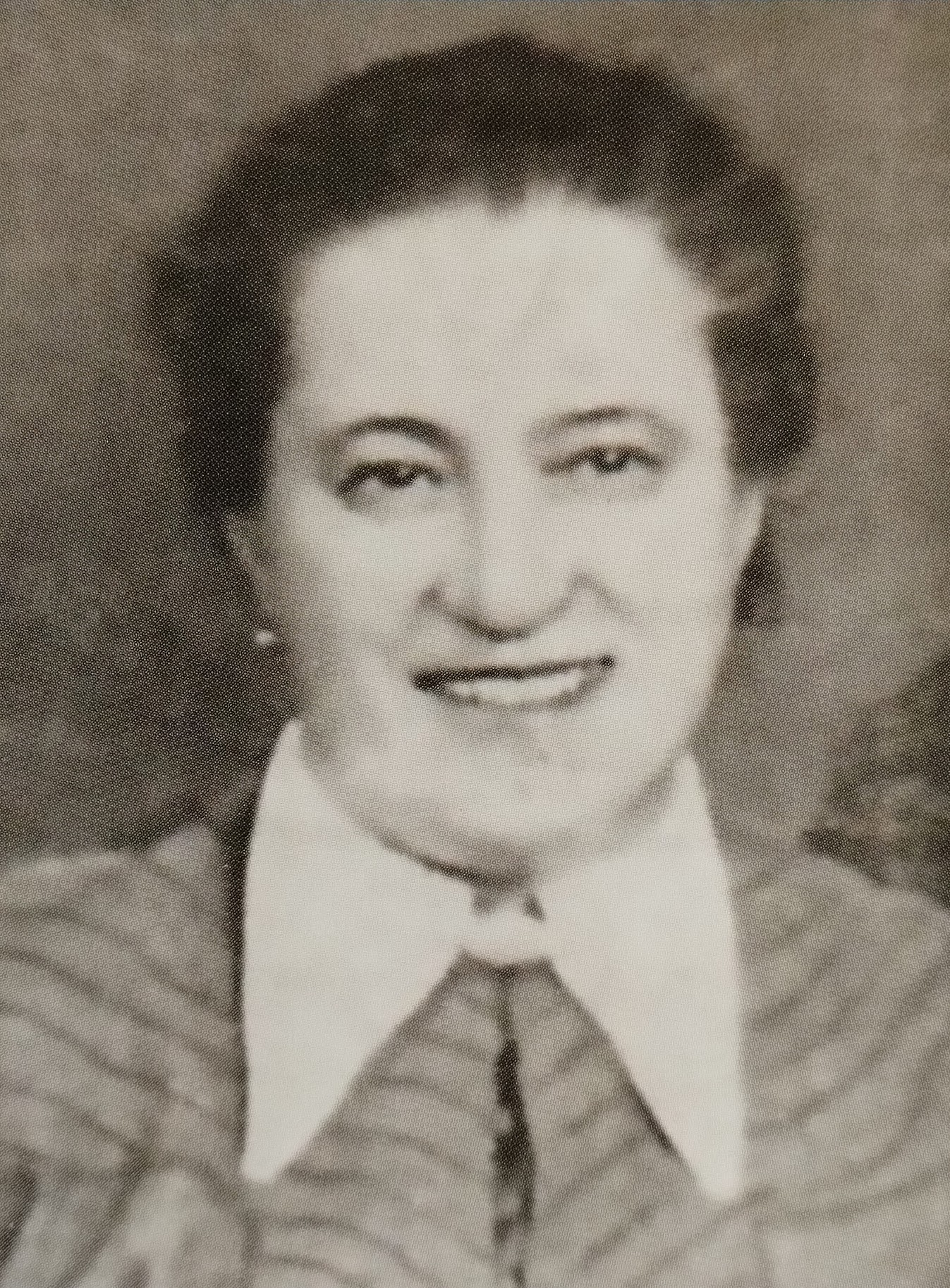
Matka Aloisie Hrdličková
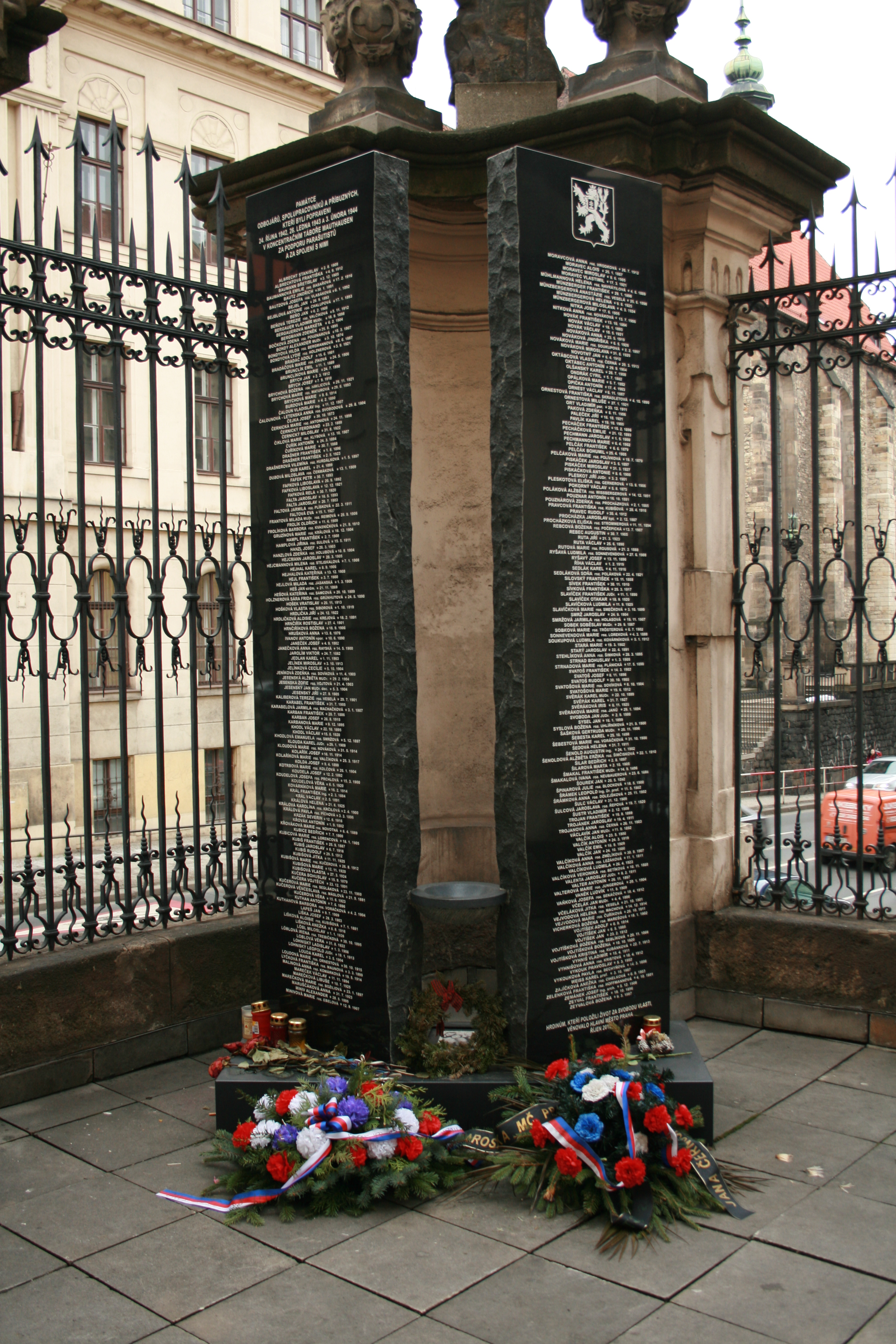
Pomník spolupracovníků parašutistů a jejich rodinných příslušníků na terase kostela sv. Cyrila a Metoděje v Resslově ulici v Praze
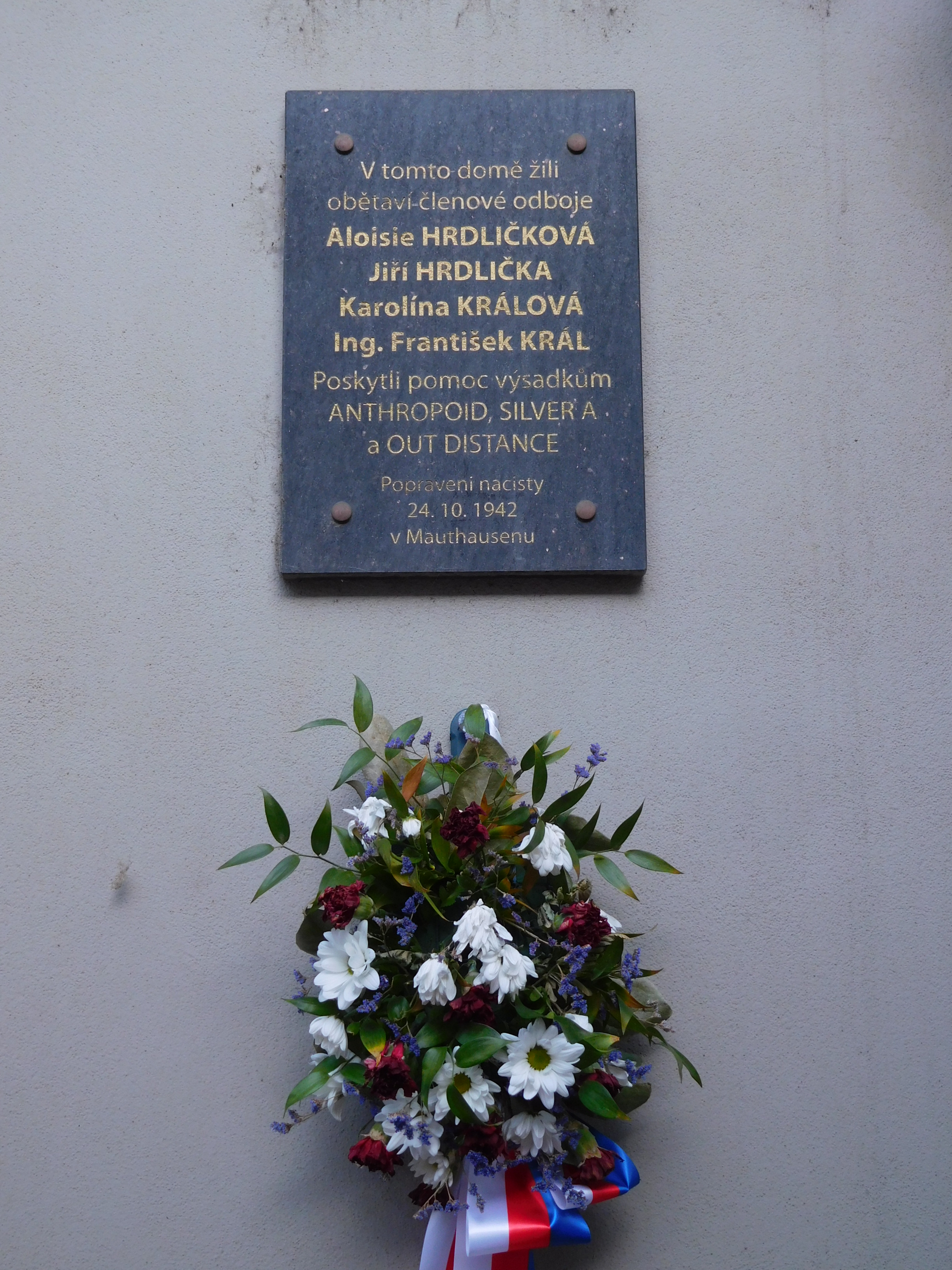
Pamětní deska na domě, kde Aloisie Hrdličková bydlela se synem – Klatovská třída 1600/78, Plzeň
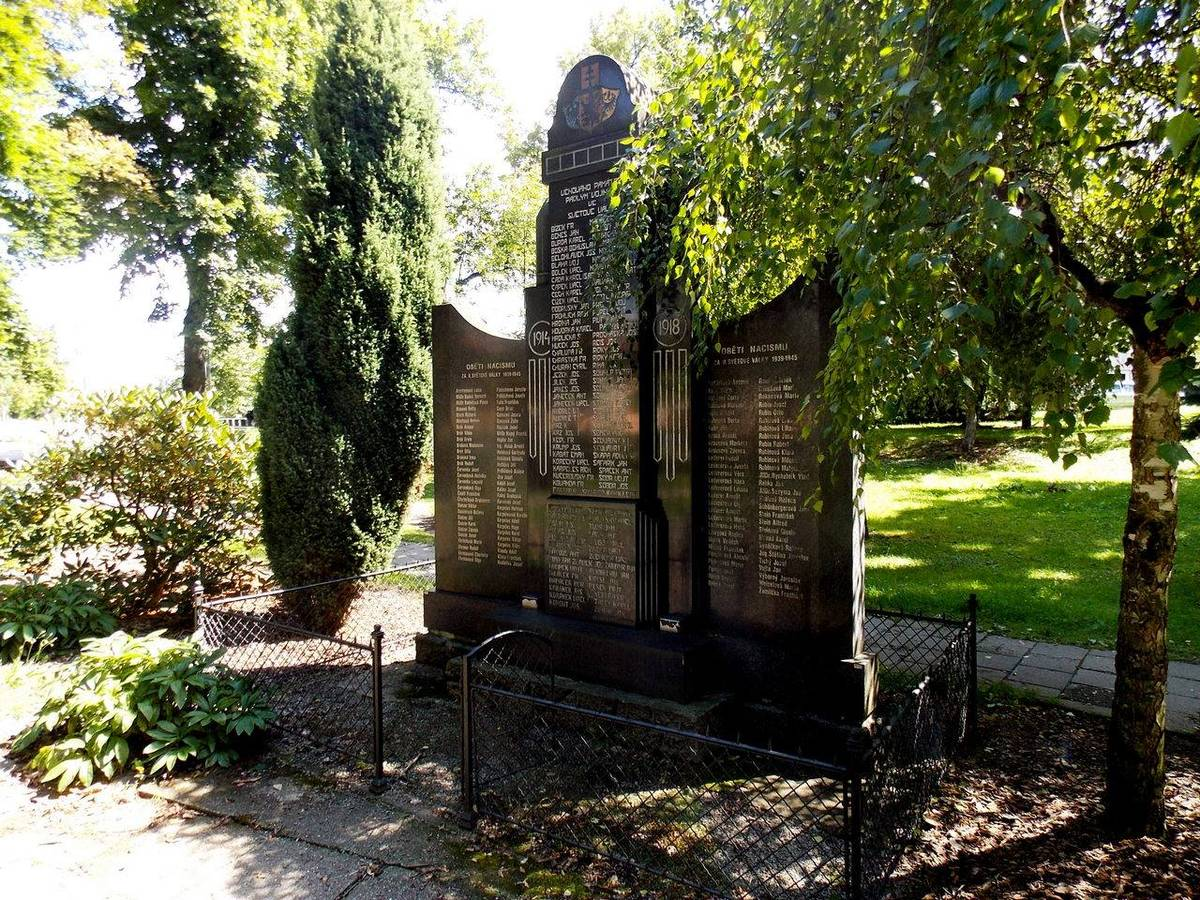
Pomník padlým v 1. a 2. světové válce ve Vodňanech